# 20 Batalion Zaopatrzenia
20 Batalion Zaopatrzenia (20 bzaop) – samodzielny pododdział logistyczny Sił Zbrojnych PRL i okresu transformacji ustrojowej.
Wchodził w skład 20 Dywizji Pancernej. Stacjonował w Czarnem. Przemianowany na 2 batalion zaopatrzenia 2 Pomorskiej Dywizji Zmechanizowanej.

## Struktura organizacyjna
Dowództwo i sztab
- dwie kompanie zaopatrzenia w amunicję
- kompania zaopatrzenia w mps
- pluton zaopatrzenia z sekcją planowania
- pluton zaopatrzenia technicznego (remontowy)
- drużyna zaopatrzenia żywnościowego i mundurowego
- piekarnia polowa
- łaźnia i pralnia polowa
- drużyna filtrów wody